# Port lotniczy Abengourou
Port lotniczy Abengourou (IATA: OGO, ICAO: DIAU) – port lotniczy położony w Abengourou, we wschodniej części Wybrzeża Kości Słoniowej.